# Kozjak (góry w Słowenii)
Kozjak (lub Kobansko) (niem. Poßruck) – grupa górska na granicy Austrii i Słowenii. Jest częścią Lavanttaler Alpen w Alpach Noryckich. Najwyższy szczyt to Kapunar. Kozjak na północy graniczy z doliną Saggautal, na południu z Drawą, na zachodzie z Radlpass (słoweń. Radelj), natomiast na wschodzie ze Spielfeld i Leutschach w Windischen Bühel (słoweń. Slovenske gorice).
Najwyższe szczyty:
- Kapunar (1052 m)
- Sršen (965 m)
- Remschnigg (754 m).